# Ragnar Ölander
Ragnar Eyvand Ölander, född 21 juni 1899 i Viborg, död 28 oktober 1957 i Helsingfors, var en finländsk journalist. Han var bror till Victor Ölander.
Ölander var 1922–1929 anställd vid Finska Notisbyrån och 1928–1944 vid eftermiddagstidningen Svenska Pressen, där han tjänstgjorde som redaktionssekreterare från 1933 fram till tidningens indragning i juni 1944, sedan dess rapportering om de allierades invasion i Normandie väckt myndigheternas misshag; 1944–1946 innehade han samma befattning vid Hufvudstadsbladet. Han var en central gestalt inom fredsoppositionen under Fortsättningskriget och medlem av fredsoppositionens centralorgan 1943–1944.
Efter kriget var Ölander från 1946 svensk programdirektör vid Finlands rundradio. På basis av hans självbiografiska anteckningar utgavs 1958 det postuma verket Krig och censur, en kritisk granskning av den krigstida censuren. Ölander publicerade vidare Finland och Ryssland (1945) och Amerika i blickpunkten (1946).
Ölander var från 1932 gift med bibliotekarien Dolly Ölander (1902–1998).